# Cantonul Château-Gontier-Ouest
Cantonul Château-Gontier-Ouest este un canton din arondismentul Château-Gontier, departamentul Mayenne, regiunea Pays de la Loire, Franța.

## Comune
- Ampoigné
- Château-Gontier (parțial, reședință)
- Chemazé
- Houssay
- Laigné
- Loigné-sur-Mayenne
- Marigné-Peuton
- Origné
- Saint-Sulpice